# Introduction et Rondo capriccioso en la mineur
L'Introduction et Rondo capriccioso en la mineur, op. 28 est une œuvre pour violon et orchestre composée en 1863 par Camille Saint-Saëns pour le violoniste Pablo de Sarasate. Depuis sa création, il est l'une des œuvres les plus populaires de Saint-Saëns. L'exécution dure 9 minutes environ. L'œuvre est arrangée pour violon et piano par Georges Bizet quelques années après sa composition.

## Histoire
Camille Saint-Saëns, comme beaucoup d'autres compositeurs romantiques français, tels qu'Édouard Lalo et Georges Bizet, a un grand intérêt pour la musique espagnole. Ce style se fait ressentir dans ses compositions pour violon Havanaise Op. 83 et l' Introduction et Rondo capriccioso en la mineur. En 1859, le prodige du violon Pablo de Sarasate, 15 ans, demande à Saint-Saëns de lui composer un concerto pour violon — flatté, Saint-Saëns compose le Concerto pour violon n°1 en La majeur. Quatre ans plus tard, en 1863, Saint-Saëns lui dédie une seconde œuvre,  l' Introduction et Rondo capriccioso en la mineur pour violon et orchestre. La Première de ce morceau joué par Sarasate a eu lieu le 4 avril 1867.

## Enregistrements
Han Soojin, violon, Julius Jeonwong Kim, piano (arrangement de Georges Bizet). YouTube 24/08/2018, 21/09/2019,  29/07/2021 

## Musique de film
En 1974, pour le film Le Mouton enragé, Michel Deville utilise, entre autres, l'œuvre tout au long du film orchestré et dirigé par André Girard.
Elle est également utilisée dans le film de Louis Malle, Au revoir les enfants, pendant la projection du film de Chaplin devant les élèves.